# Sankt Lampert
Sankt Lampert ist eine in der Oberpfalz gelegene Einöde, die ein Gemeindeteil von Kastl ist.

## Lage
Der Ort befindet sich in der Region Oberpfälzer Jura und liegt in der nach Pfaffenhofen benannten Gemarkung. Sankt Lampert ist einer von 39 Ortsteilen des Marktes Kastl. Die Einöde liegt dreieinhalb Kilometer südsüdwestlich von Kastl und Lauterhofen ist zweieinhalb Kilometer entfernt.

## Verkehr
Die Bundesstraße 299 verläuft am südlichen Ortsrand entlang. Vom ÖPNV wird der Ort mit den Buslinien 445 und 460 des VGN angefahren.

## Kultur und Sehenswürdigkeiten

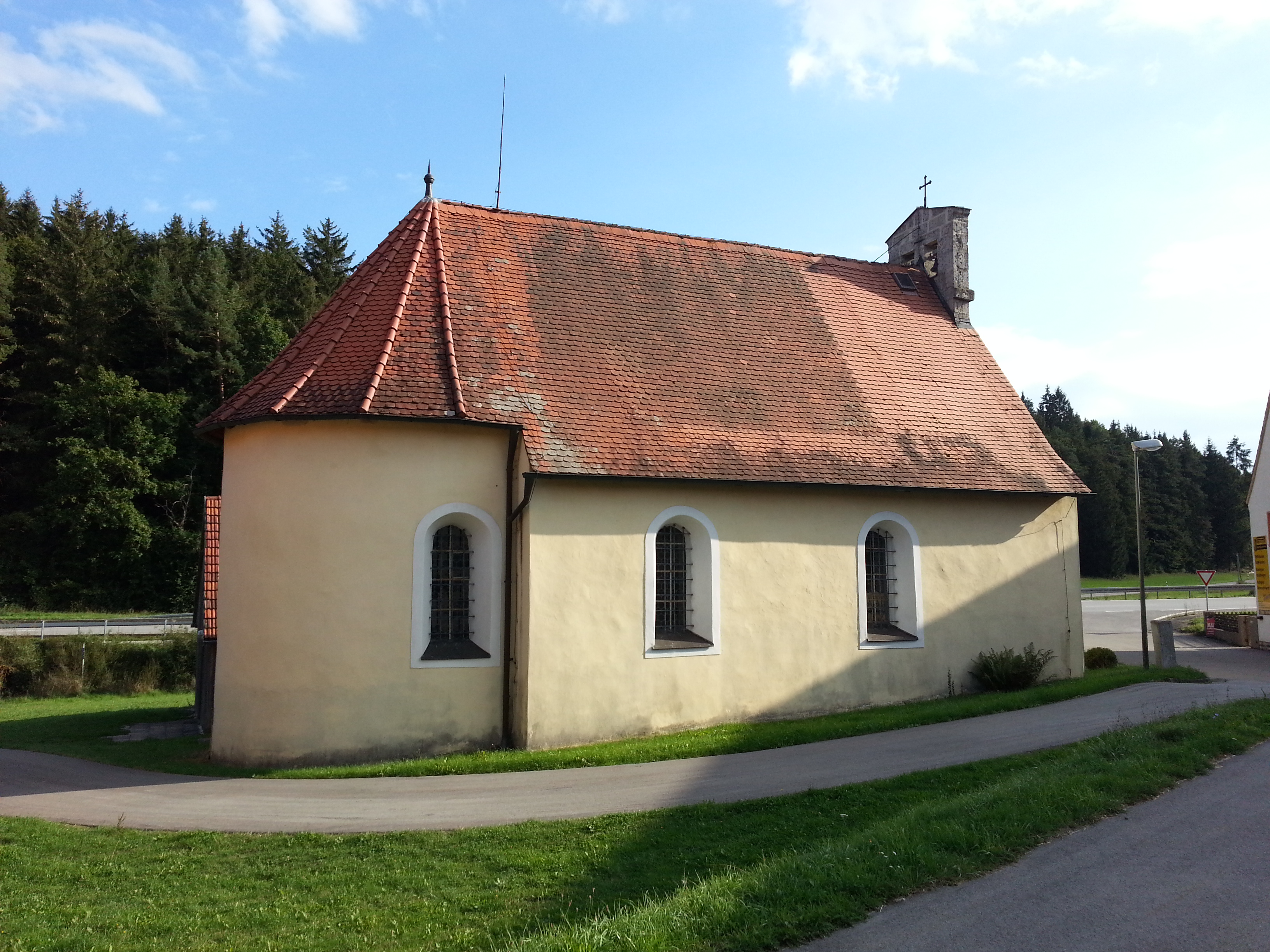
Die Kirche von Sankt Lampert

### Bauwerke
Mit der aus der zweiten Hälfte des 17. Jahrhunderts stammenden katholischen Kirche „St. Lampert“ gibt es ein denkmalgeschütztes Bauwerk in Sankt Lampert.